# Patto col diavolo (film)
Patto col diavolo è un film del 1949 diretto da Luigi Chiarini, tratto da un soggetto di Corrado Alvaro.

## Trama
Aspromonte. Contrastanti interessi rendono difficili i rapporti tra Mola e Rocco, l'uno ricco proprietario di greggi e l'altro possidente di terre e boschi. Quindi uno rappresenta i pastori e l'altro i boscaioli. Come può succedere, tra due giovani appartenenti a famiglie rivali, nasce un amore, così accade a Marta e ad Andrea. Durante un ennesimo vivace alterco Rocco comunica a Mola la sua intenzione di denunciarlo per falso in atto pubblico. Il giorno seguente, Rocco parte per recarsi in città e viene travolto e ucciso dal crollo improvviso di una catasta di legna. Il fatto crea grandi discorsi e chiacchiere in tutta la popolazione, finché Mola, per dissipare ogni sospetto, fa domanda della mano di Marta per suo figlio Andrea. Al banchetto di nozze, Scoppola, lo scemo del paese, seguendo l'uso locale improvvisa delle rime e con quelle confessa di essere stato l'autore della morte di Rocco, dietro comando di Mola. I responsabili vengono messi in arresto, Marta, dopo aver lanciato preghiere di pacificazione si suicida gettandosi in un burrone.

## Produzione
Il film è ascrivibile al filone dei melodrammi sentimentali, comunemente detto strappalacrime, allora molto in voga tra il pubblico italiano, poi ribattezzato dalla critica con il termine neorealismo d'appendice.
Durante le riprese esterne a Santo Stefano in Aspromonte, Isa Miranda e Jacques François dovettero girare una scena sopra un carrello girevole, ma a causa della elevata velocità del mezzo i due attori furono sbalzati violentemente fuori; François riportò delle leggere abrasioni, mentre Isa Miranda rimase contusa alla colonna vertebrale.

## Distribuzione
Il film venne presentato in concorso alla Mostra del cinema di Venezia il 29 agosto 1949, ricevendo critiche molto negative e severe, additato in particolare di mancato realismo. Chiarini, che prima di essere un regista era un critico cinematografico, prese atto dei giudizi dei colleghi e operò delle pesanti modifiche al film, soprattutto al montaggio. Con queste modifiche, il film uscì nelle sale cinematografiche nel febbraio 1950.

## Critica
(Mario Gromo)
(, Achille Valdata)
(Ugo Casiraghi)
dato alla narrazione, «Patto col diavolo» assume e più evidente appare anche l'indulgenza del regista per le scene di tipo coreografico, come le danze e i cortei. Tra gli elementi positivi del film è da porre in evidenza il commento musicale di Achille Longo che si inserisce nel ritmi popolari e spesso felicemente vi si sovrappone con particolari intenti espressivi, come nella scena del ballo in piazza; per contro, la recitazione, costretta entro dialoghi spesso banali, è quasi sempre inferiore al necessario livello, da quella di Isa Miranda, ammantata in abiti che l'attrice indossa come abiti da sera, a quella di Edoardo Ciannelli, di continuo gesticolante per sottolineare una parlata incomprensibilmente calabro-americana. La fotografia, sempre eccellente, è di Carlo Montuori.»
(Edgardo Macorini)
(Gino Valori)
(Piero Gadda Conti)
(Fernaldo Di Giammatteo)

## Incassi
Incasso accertato: 116.000.000 di lire dell'epoca.